# Europski pravac E71
Europski pravac E71 (ukratko: E71) je europski pravac koji vodi od Košica u Slovačkoj preko Budimpešte, Varaždina, Zagreba i Zadra prema Splitu. Ukupna dužina iznosi 989 kilometara.

## Tijek
- Slovačka
  -  Jihlava (  ) - Haniska
  -  Haniska - Milhosť

- Mađarska
  -  Tornyosnémeti - Miskolc ()
  -  Miskolc - Igrici
  -  Igrici - Gödöllő
  -  Gödöllő - Budimpešta
  -  Budimpešta ( )
  -  Budimpešta ( ) - Székesfehérvár () - Keszthely () - Nagykanizsa - Letenye ()

- Hrvatska
  -  Goričan - Zagreb ()
  -  Zagreb ( )
  -  Zagreb - Karlovac - Bosiljevo () - Josipdol - Žuta Lokva - Zadar - Split
  -  Split ()

## Vanjske poveznice
|  | Zajednički poslužitelj ima još gradiva o temi Europski pravac E71 |